# Tōshūsai Sharaku

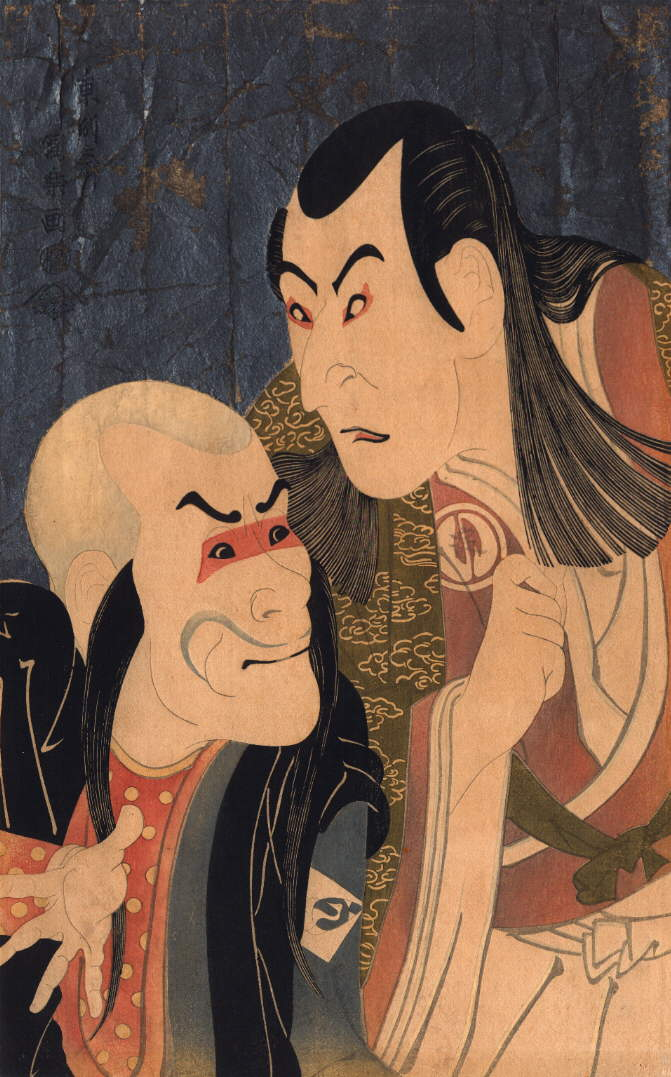
Sharaku: Die Kabuki-Schauspieler Bandō Zenji (links) als Namazubōzu Kisadobō und Sawamura Yodogorō als Kawatsura Hōgen in dem Stück „Yoshitsune Sembonzakura“, das am 5. Mai 1794 aufgeführt wurde

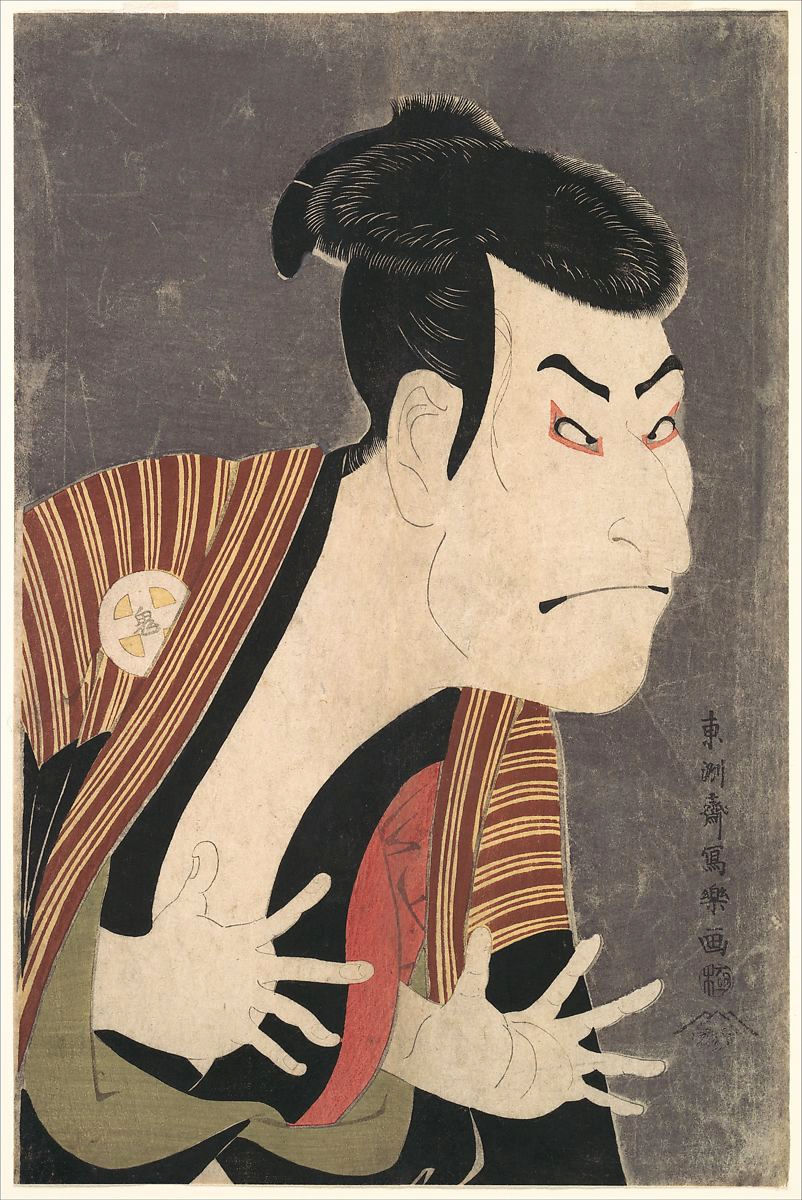
Der Schauspieler Otani Oniji (1740–1802) (unsicher: als Edobei) in dem Stück „Koi nyobō somewake tazuna“, das am 5. Mai 1794 aufgeführt wurde

Tōshūsai Sharaku (japanisch 東洲斎 写楽, seinerzeit 寫樂; * unsicher: Mitte 18. Jahrhundert) war der Künstlername des japanischen Nō-Schauspielers Saitō Jūrōbei, der später zu einem der innovativen und kreativen Genies des japanischen Holzblockdruckes (ukiyo-e) wurde. Über sein Leben ist kaum etwas bekannt.
Der Beginn seines zeichnerischen Wirkens wird auf 1787 datiert. Aufgrund seiner weltberühmten Schauspielerporträts und -karikaturen, die von 1794 bis 1795 in nur zehn Monaten entstanden und oft fälschlicherweise als seine einzigen Werke angegeben werden, gilt er zusammen mit Rembrandt und Velazquez als einer der größten Porträtkünstler aller Zeiten.

## Biografie
Als gesichert gilt, dass „Tōshūsai Sharaku“ der Künstlername des Nō-Schauspielers Saitō Jūrōbei war. Dieser stand zunächst in den Diensten des Daimyō von Tokushima in Awa aus der Hachisuka-Familie. Später siedelte er nach Edo über, dem heutigen Tokio, wo er im Stadtteil Hatchōbori lebte.

## Künstlerisches Wirken

### Vorbilder
Sharaku wurde von Holzschnittmeistern wie Katsukawa Shunshō, Torii Kiyonaga und Kitagawa Utamaro beeinflusst, scheint aber keinen festen Lehrer gehabt zu haben. Dafür würde sprechen, dass er keinen Bestandteil seines Namens von einem anderen Künstler verliehen bekommen hat, wie dies bei Meistern gegenüber ihren Schülern sonst üblich war.

### Frühwerk
Julius Kurth datiert den Beginn von Sharakus künstlerischem Wirken auf 1787. Aus diesem Jahr ist eine (ursprünglich vermutlich aus einer Serie stammende) Zeichnung des Schauspielers Onoe Matsusuke bekannt, die beim Kleinverleger Matsumura Yahe erschien und bereits mit „Sharaku“ unterschrieben ist.
Ab dem Jahr 1788 wechselte Sharaku dauerhaft zu Tsutaya Jūzaburō, dem damals bekanntesten Verleger in Edo. Bei diesem veröffentlichte er zuerst eine Serie mit Darstellungen japanischer Glücksgötter, von denen ein Ebisu-Bild erhalten geblieben ist.
Zwischen 1788 und Anfang 1790 schuf Sharaku 17 Serien so genannter „Schmalbilder“ (hoso-e), die meist aus drei oder fünf zusammenhängenden Motiven bestanden und in naturalistischem Stil bekannte Schauspieler in ihren bevorzugten Bühnenrollen und im Privatleben zeigten.
Anfang 1790 entstand ein Einzelblatt mit der Darstellung des siebenjährigen Kinder-Sumōringers Daidōyama Bungorō, der in Edo zu dieser Zeit sehr populär war. Ungewöhnlich ist, dass von diesem Jungen zwischen 1788 und 1790 außer Sharaku mindestens drei weitere Künstler (Katsukawa Shunzan, Kitagawa Utamaro und Nagayoshi) Zeichnungen für Werbezwecke anfertigten.
Ab Anfang 1790 unterzeichnete Sharaku seine Werke mit „Tōshūsai Sharaku“.

## Alternative Theorien
Eine alternative Theorie zu Sharakus Biografie lautet, dass Sharaku keine reale Person, sondern ein Gemeinschaftsprojekt mehrerer Künstler war. Danach soll sich der Name von „Sharakusai“ (japanisch für „kein Sinn“) ableiten, um anzudeuten, dass kein wirklicher „Sharaku“ existierte. Als Argument wird angeführt, dass sich Sharakus Zeichenstil im Laufe der Veröffentlichungen mehrfach stark veränderte.
Es erscheint jedoch unwahrscheinlich, dass nicht mindestens ein an einem solchen „Sharaku-Projekt“ beteiligter Künstler seine wahre Identität enthüllt oder zumindest weitere Informationen hinterlassen hätte.

## Beobachtungen aus heutiger Sicht

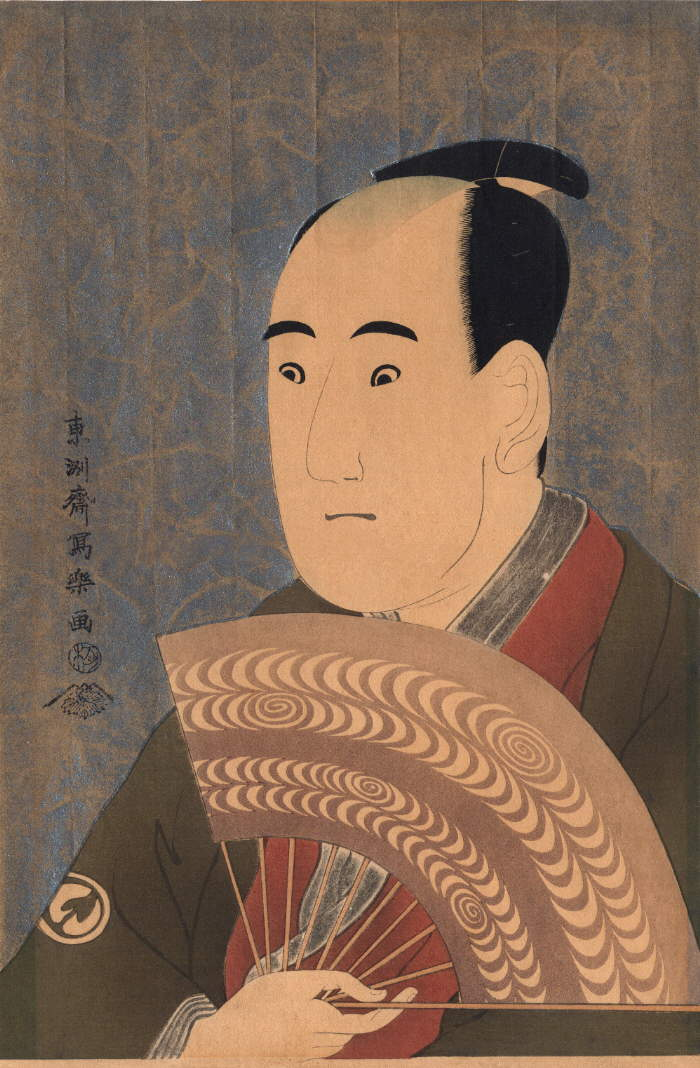
Der Kabuki-Schauspieler Sawamura Sojuro III am 5. Mai 1794

Sein Karriereende scheint zumindest mit davon verursacht zu sein, dass die radikale Art seiner Arbeit die Feindschaft der Künstlerszene in Edo hervorrief. Ein zeitgenössisches Manuskript sagt:

„Sharaku zeichnete Abbilder von Kabuki-Schauspielern, doch da er sie zu wirklichkeitsgetreu darstellte, entsprachen seine Drucke nicht den akzeptierten Ideen und seine Karriere war kurz.“

Es scheint so, dass die Drucke, die durch genaue Darstellung persönlicher Eigenheiten den letzten Funken Wahrheit aus seinen Themen herauspresste, den Kunden mit einem Gefühl des Unwohlseins zurückließen und seine Drucke schwer verkäuflich machte. Es scheint plausibel, dass er nicht kompromissbereit war und daher von seinen Kritikern aus der Welt der Kunst verjagt wurde.
Tatsächlich wurde seine Kunst unter Sammlern in Japan erst dann populär, als Künstler und Sammler im Westen ihn im späten 19. Jahrhundert entdeckten.
Er wird heute als einer der größten aller Holzblock-Druckkünstler und der erste „moderne“ Künstler Japans angesehen. Die seltenen noch existierenden Originale erzielen auf Auktionen hohe Preise.